# Lukier królewski

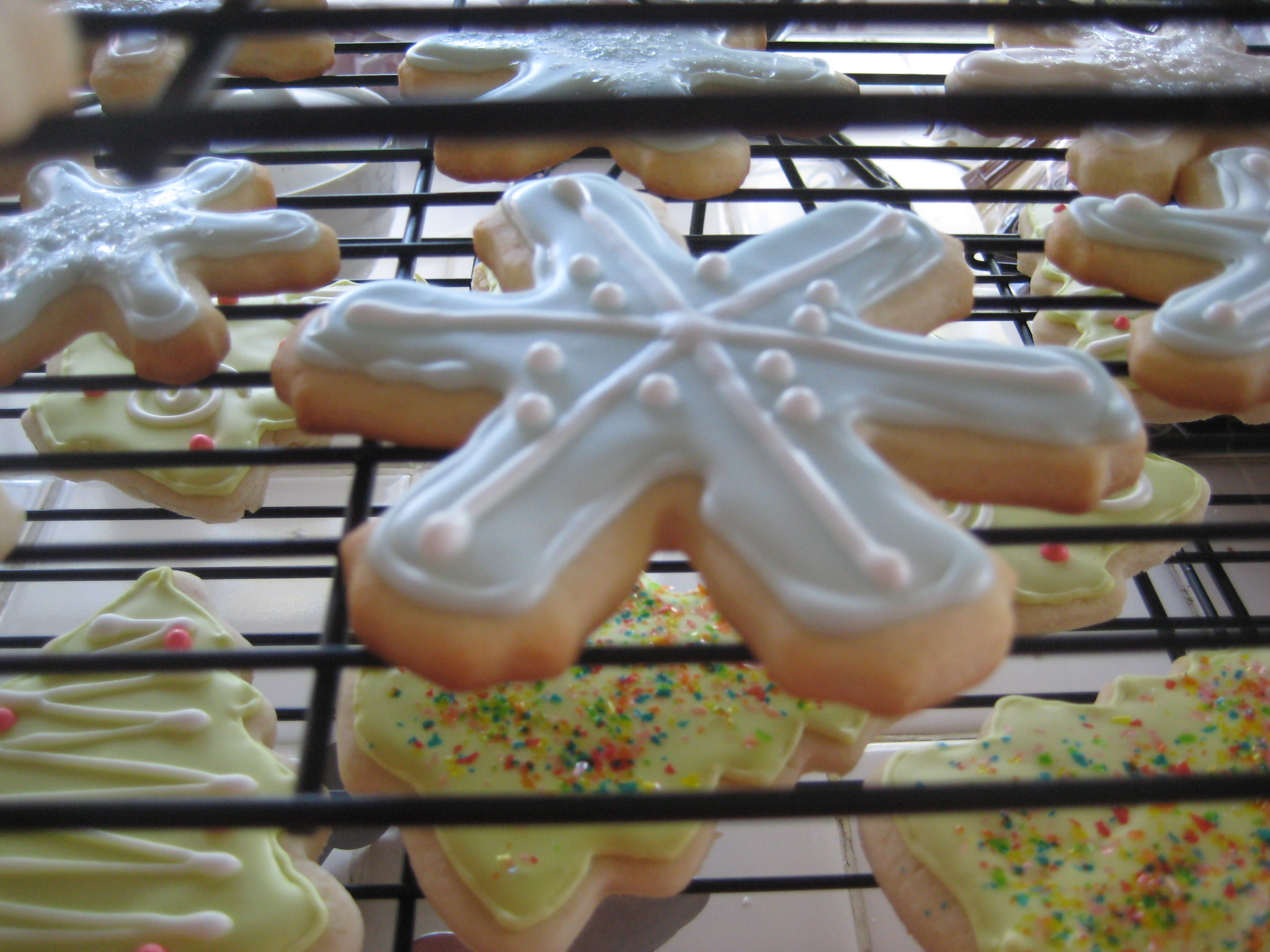
Ciasteczka ozdobione lukrem królewskim.

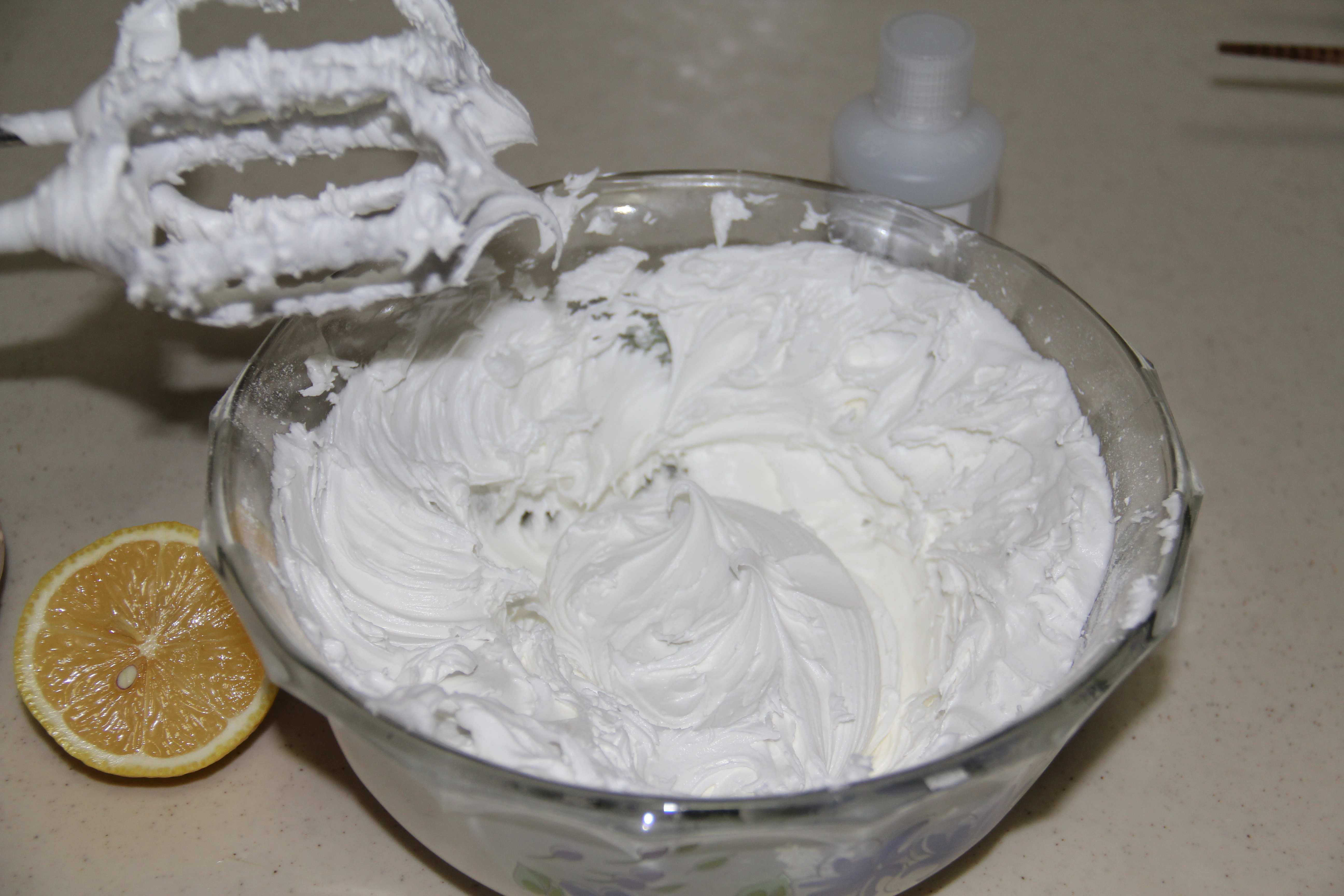
Przygotowywanie lukru.

Lukier królewski (ang. royal icing) – rodzaj lukru przygotowanego z cukru pudru i ubitych białek jaj, opcjonalnie z dodatkiem soku z cytryny. Zastosowanie białka jajka kurzego jako bazy powoduje, że lukier jest wytrzymały na rozciąganie i szybko wysycha.
Lukier królewski może być przygotowany zarówno ze świeżych białek jak i pasteryzowanych. Cukier użyty powinien być najwyższej jakości i drobno mielony. Lukier można barwić za pomocą barwników spożywczych w paście lub żelu, które nie rozrzedzają jego konsystencji.
Gęstość (gotowego) lukru królewskiego można regulować poprzez dodatek odrobiny wody lub soku z cytryny, zbytnio w ten sposób rozrzedzony można zagęścić ponownie cukrem pudrem. Czasem do lukru królewskiego dodaje się glicerynę spożywczą, która nadaje mu błysk i powoduje, że w środku jest miękki a jednocześnie wciąż wytrzymały.
Żółknięciu lukru można zapobiec dodając do niego niewielką ilość octu winnego, najlepiej w proszku.

## Pochodzenie nazwy
Nazwa „królewski” została zapożyczona od angielskiego Royal Icing, materiału do dekoracji tortów weselnych brytyjskiej rodziny królewskiej. Prawdopodobnie pierwszy raz przepis na Royal Icing został podany przez Elizabeth Raffald w książce kucharskiej „The Experienced English Housekeeper” wydanej w 1769 roku.

## Zastosowanie
Lukru królewskiego używa się do ozdabiania tortów, ciastek i amerykańskich cupcakes oraz do wykonywania dekoracji w formie jadalnych kwiatów, stojących figurek itp.
W dekoracji można wymienić kilka jego gęstości. Od rzadkiej pomady po bardzo gęstą masę do tworzenia trójwymiarowych dekoracji i form stojących.
| Przykładowe użycie | Konsystencja                                         | Zastosowanie |
| ------------------ | ---------------------------------------------------- | --- |
|                    | Lukier rzadki/konsystencja miodu                     | do „zalewania”/wypełniania ciastek jako tło do dalszej dekoracji. Do zalewania na płasko większych elementów, które po wyschnięciu tworzą dekoracje „trójwymiarowe” (litery, ścianki i kołnierze tortów) oraz odręczne napisy na tortach.                                                                                          |
|                    | Lukier średni/konsystencja luźnego kremu             | do tworzenia wzorów na ciastkach. Najczęściej wyciskany przez małe worki cukiernicze bez zastosowania końcówek cukierniczych (tylek) – stosowany w przypadku małych średnic tylek poniżej nr 1. |
|                    | Lukier średni zagęszczony/konsystencja kremowa stała | do dekoracji przez końcówki cukiernicze (tylki). Jest najczęściej stosowaną konsystencją przy dekoracji tortów. Uzyskane wzory są dokładniejsze i drobniejsze, dzięki czemu zdobienia mogą być bogatsze i bardziej wyszukane. Można z niego wykonać stojące figurki takie jak z masy cukrowej. Po zaschnięciu lukier utwardza się. |
|                    | Lukier gęsty/konsystencja pasty                      | do tworzenia większych form, kwiatów jadalnych, ażurowych dekoracji stojących |